# Psammodromus blanci
La lagartija tunecina (Psammodromus blanci) es una especie de lagartija en la familia Lacertidae.

## Descripción
Especie de pequeño tamaño, con dos líneas claras en cada lateral bordeadas por puntos negros, con una línea negra vertebral bordeada por dos tenues líneas blancuzcas y color de fondo marrón claro.

## Distribución
Es un endemismo del Magreb oriental, Marruecos, Túnez y Argelia donde es más abundante. En España a partir de 2008 se han observado en la parte más alta de la llanura de Rostrogordo en Melilla. Aunque su pequeño tamaño y distribución parcheada favorecen que pase desapercibida.